# Hockey Club Monza 1954
Questa voce raccoglie le informazioni riguardanti l'Hockey Club Monza nelle competizioni ufficiali della stagione 1954.

## Maglie e sponsor
| 1ª divisa |

## Rosa
| N° | Naz.              | Ruolo | Sportivo          |  |  |  |
| -- | ----------------- | ----- | ----------------- |  |  |  |
| ?  | Italia (bandiera) | E     | Umberto Arnaboldi |  |  |  |
| ?  | Italia (bandiera) | P     | Bruno Bolis       |  |  |  |
| ?  | Italia (bandiera) | E     | Aldo Gelmini      |  |  |  |
| ?  | Italia (bandiera) | E     | Maurizio Gelmini  |  |  |  |
| ?  | Italia (bandiera) | E     | Emilio Levati     |  |  |  |
| ?  | Italia (bandiera) | E     | Gianni Pennati    |  |  |  |
| ?  | Italia (bandiera) | P     | Antonio Patrini   |  |  |  |
| ?  | Italia (bandiera) | E     | Alberto Zaffaroni |  |  |  |

- Allenatore:  Orazio Zorloni